# Caracladus
Genre
Caracladus est un genre d'araignées aranéomorphes de la famille des Linyphiidae.

## Distribution
Les espèces de ce genre se rencontrent en Europe et en Asie de l'Est.

## Liste des espèces
Selon World Spider Catalog (version 24, 21/04/2023) :
- Caracladus avicula (L. Koch, 1869)
- Caracladus daguanensis Irfan, Wang & Zhang, 2023
- Caracladus leberti (Roewer, 1942)
- Caracladus montanus Sha & Zhu, 1994
- Caracladus tsurusakii Saito, 1988
- Caracladus zamoniensis Frick & Muff, 2009

## Systématique et taxinomie
Ce genre a été décrit par Simon en 1884 dans les Theridiidae.

## Publication originale
- Simon, 1884 : Les arachnides de France. Paris, vol. 5, p. 180-855 (texte intégral).